# Burk
Burk là một đô thị ở huyện Ansbach bang Bayern nước Đức. Đô thị Burk có diện tích 14,1 kilômét vuông, dân số thời điểm ngày 31 tháng 12 năm 2006 là 1187 người.